# Victor Mordechaj Goldschmidt

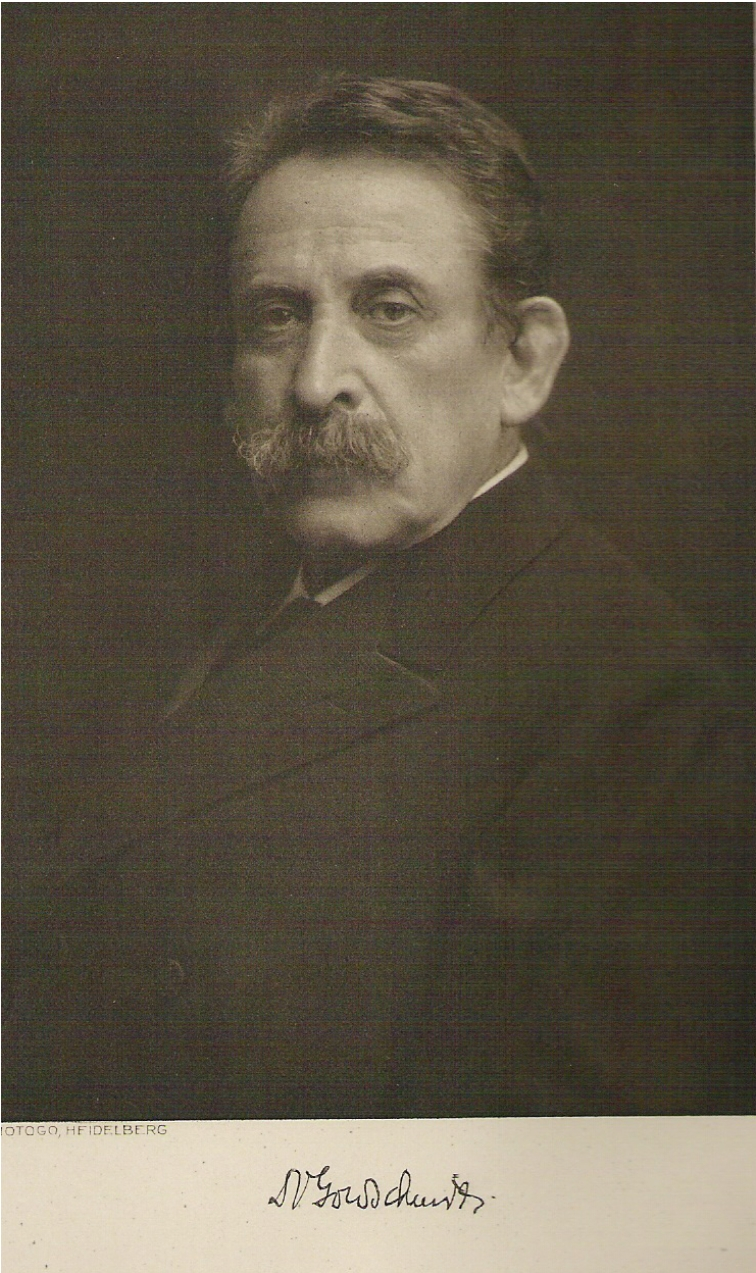
Victor Mordechaj Goldschmidt

Victor Mordechaj Goldschmidt (10. února 1853 Mohuč – 8. května 1933 Salcburk) byl německý mineralog a krystalograf. Je známý svou průkopnickou prací v krystalografii, zejména v systematické krystalové chemii a klasifikaci minerálů. V letech 1913 až 1923 vytvořil devítisvazkový Atlas krystalových forem (Atlas der Krystallformen), který měl výrazný vliv na založení oboru krystalografie.
Goldschmidt vyvinul koncept Goldschmidtových pravidel, která popisují iontové poloměry a substituci v krystalových mřížkách. Zavedl Goldschmidtovy symboly Φ (fí) a ρ (ró) pro gnómonické úhly krystalů. Gnómonický úhel se vztahuje ke gnómonické projekci, což je metoda zobrazování krystalových ploch. Jeho výzkum významně přispěl k pochopení krystalových struktur a jejich chemickému složení. Jeho práce tak položila základ moderní mineralogii a geochemii.

## Vzdělání
Goldschmidt se narodil v roce 1853 v Mohuči jako syn židovského obchodníka Salomona Benedikta z bohaté rodiny Goldschmidtů a Josefíny Edle z Portheimu, která pocházela z bohaté židovské podnikatelské pražské rodiny Porgesové z Portheimu. Rodina chtěla, aby pracoval v metalurgii, a proto navštěvoval Bergakademie Freiberg v Sasku, kde byl ovlivněn Albinem Weisbachem. V roce 1874 promoval v oboru metalurgického inženýrství.
Goldschmidt byl přitahován mineralogií a krystalografií, a proto rozšířil svá studia v Heidelbergu o tyto vědní obory. Doktorát získal v roce 1880 u Heinricha Rosenbusche za svou práci na mechanické analýze hornin. Ve studiích pokračoval ve Vídni v letech 1882 až 1887. Spolupracoval s Aristidem Březinou a Heinrichem von Foullonem. Především se zabýval zkoumáním molekulární struktury pevných látek a určováním intenzity a způsobu působení molekulárních sil v krystalech. V roce 1888 napsal habilitaci na téma Projekce a grafická klasifikace krystalů (Projektion und graphische Krystallberechnung).

## Kariera
V roce 1888 se oženil s Leontine Porges z Portheimu, dcerou matčina bratra, textilního továrníka Eduarda Porgese. Se svou ženou cestovali po celém světě a sbírali umělecké a etnografické předměty. V období 1919 až 1921 podnikli námořní plavby do Asie, Afriky a Oceánie. Své sbírky pak vystavili ve Výmarském paláci (Palais Weimar) v Heidelbergu, který zakoupili. V roce 1919 darovali svou rozsáhlou sbírku uměleckých děl a etnografických artefaktů spolkové zemi Bádensko.

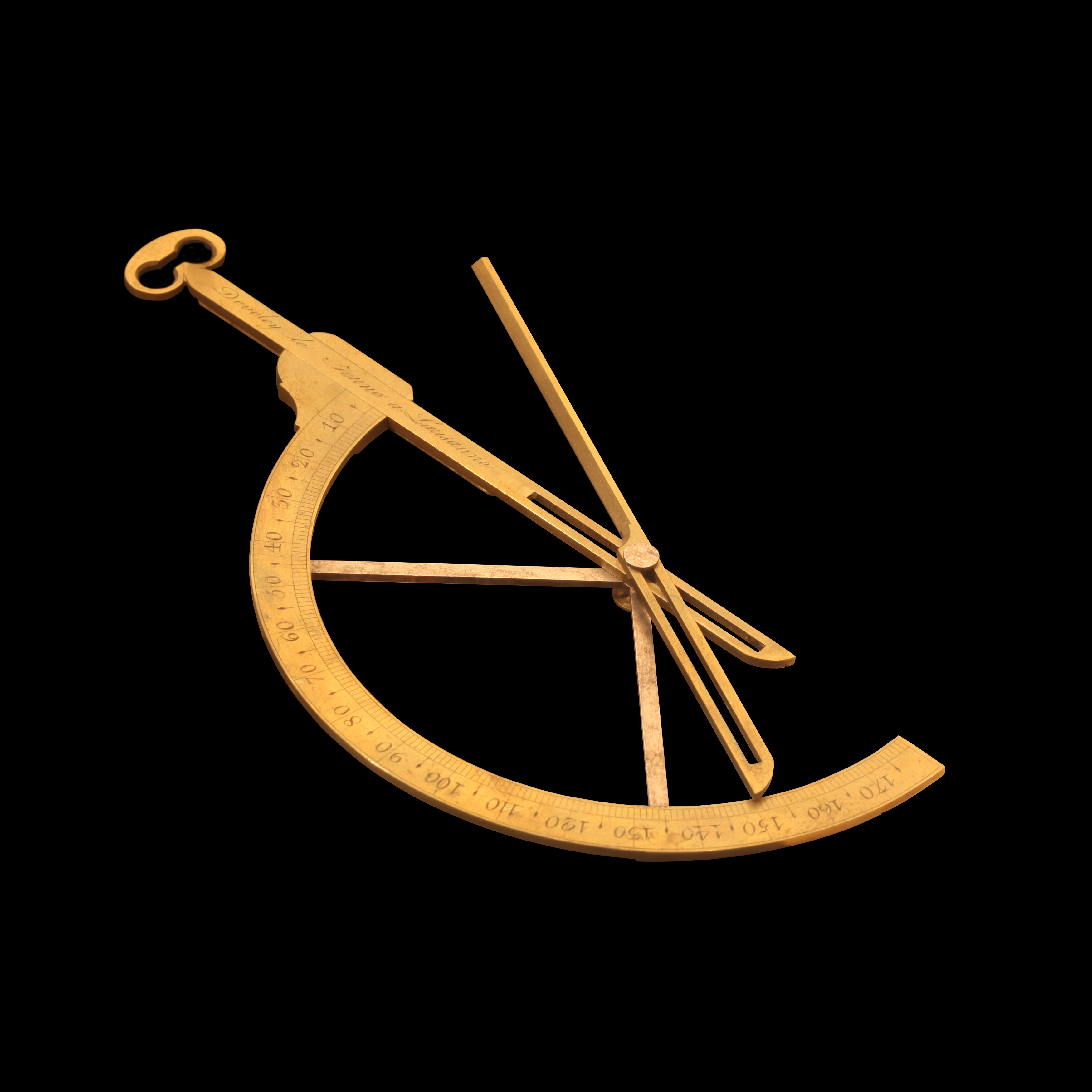
Ukázka goniometru z konce 18. století

Goldschmidt společně s rodinou založil Institut für Mineralogie und Kristallographie v Heidelbergu. Za hlavní považoval měření (zejména dvouokruhovým goniometrem) a určování struktury krystalů. Zde také vznikly přípravné práce a podklady pro rozsáhlý devítisvazkový Atlas krystalových forem.

V roce 1893 se stal mimořádným profesorem na univerzitě v Heidelbergu a v roce 1909 byl jmenován řádným čestným profesorem. V roce 1913 mu bylo uděleno členství v Heidelberská akademie věd (Heidelberger Akademie der Wissenschaften). Během jeho působení na fakultě v Heidelbergu byl jedním z jeho slavných studentů americký vulkanolog Thomas Jaggar a nositelka Nobelovy ceny Dorothy Crowfoot Hodgkinová.

Ukázka úhloměrné stupnice ve stupních a radiánech pro goniometr

## Výzkum a funkce
- Od roku 1913 do roku 1923 pracoval na devítisvazkovém Atlase krystalových forem (Atlas der Krystallformen), který měl vliv na založení oboru krystalografie.
- Zkonstruoval dvoukruhový goniometr a prováděl pečlivá měření gnómonických úhlů krystalů. Gnómonický úhel se vztahuje ke gnómonické projekci, což je metoda zobrazování krystalových ploch. Zavedl jednotky Φ (fí) a ρ (ró) vypůjčené z astronomie.
- V roce 1913 založil časopis Příspěvky ke krystalografii a mineralogii (Beiträge zur Kristallographie und Mineralogie).
- Kolem roku 1917 byl jmenován tajným radou (Geheimer Hofratem).
- V roce 1923 byl jmenován čestným členem Heidelberské společnosti pro přírodní historii a medicínu (Naturhistorisch-Medizinischen Verein Heidelberg).
- V roce 1888 společně s rodinou založil Institut für Mineralogie und Kristallographie v Heidelbergu. V roce 1933 tento ústav přejmenoval na Victor-Goldschmidt-Institut für Kristallforschung.
- Goldschmidt byl vynikající pedagog. Neexistovaly pro něj mezidisciplinární hranice. Jeho vyučovací metody byly oblíbené nejenom doma ale i v zahraničí.
- Mimo oblast mineralogie a krystalografie se zabýval otázkami přírodní filozofie. V roce 1901 například napsal spis O harmonii a komplikaci.

## Konec života

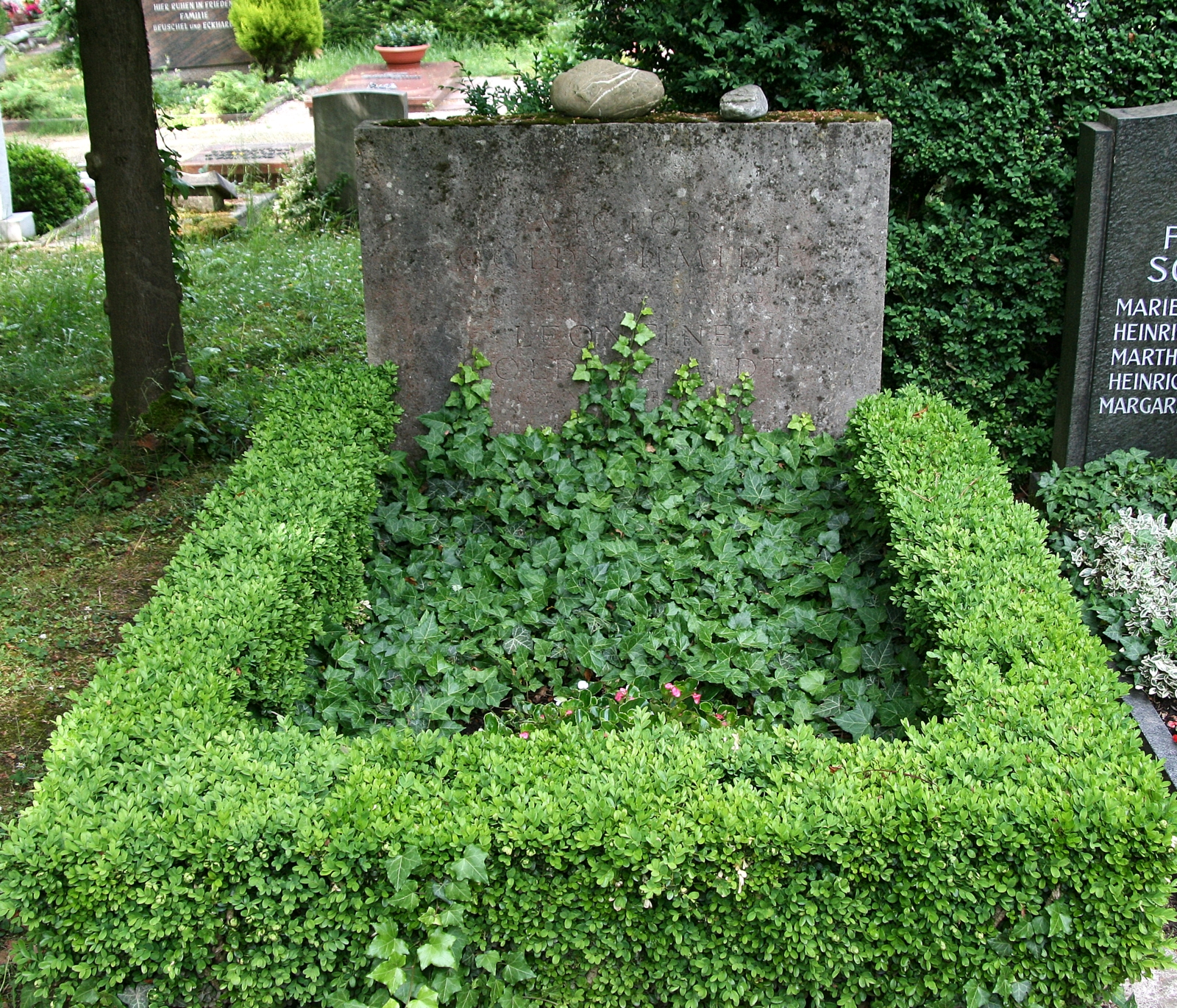
Hrob Victora Goldschmidta v Heidelbergu

Na začátku roku 1933 na základě nařízení nacistické vlády byl Goldschmidt propuštěn z univerzity v Heidelbergu kvůli svému židovskému původu. Se svou ženou odešel do Salcburku a bydleli spolu v hotelu Salzburgerhof.

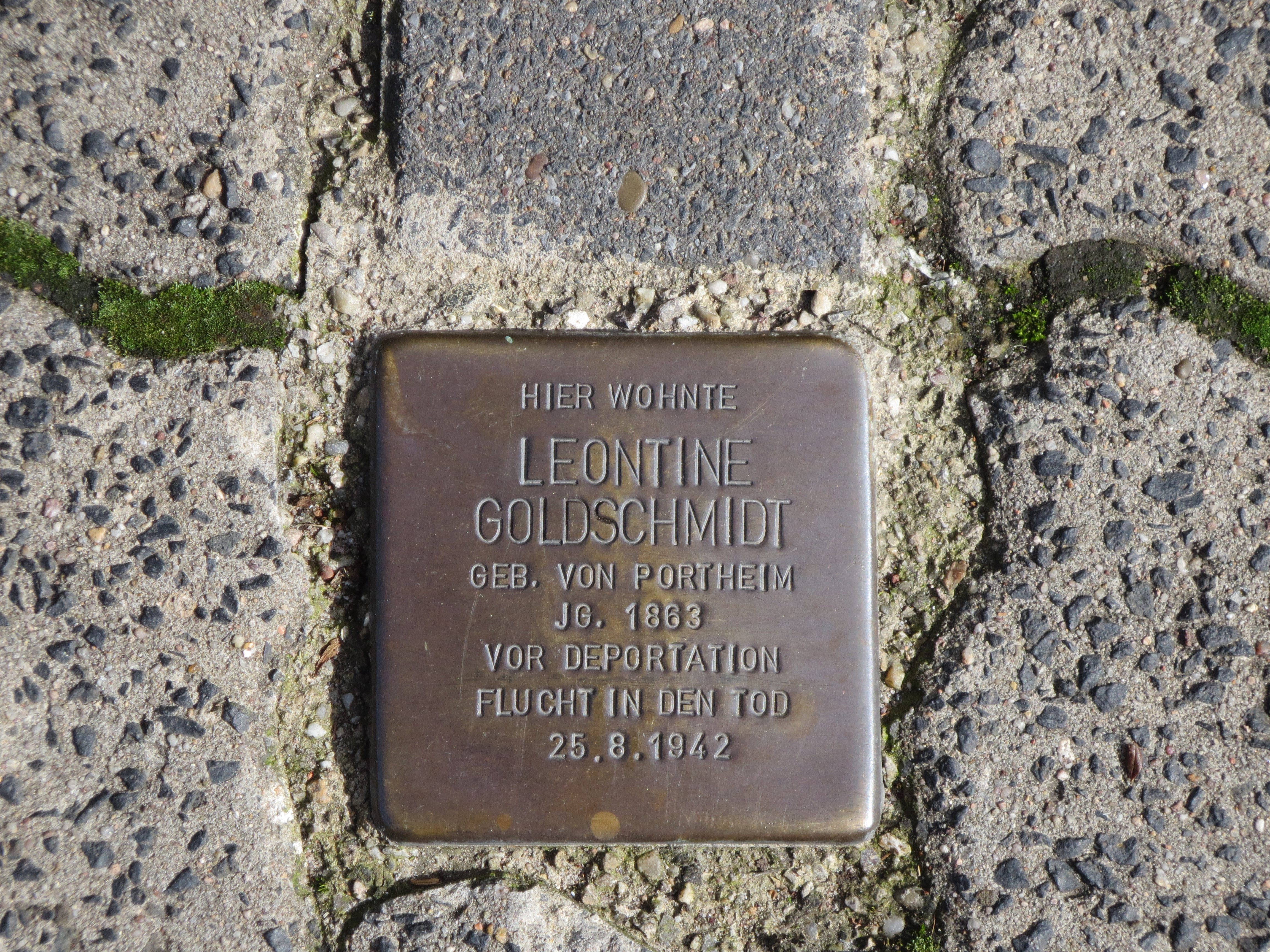
Pamětní kámen (stolperstein) Leontiney Goldschmidtové v Heidelbergu

V květnu roku 1933 Goldschmidt zemřel na žaludeční vředy a perforaci žaludku. Jeho tělo bylo vdovou převezeno zpět do Heidelbergu, kde bylo zpopelněno. Jeho žena zůstala v Heidelbergu, ale nacistický rozkaz k její deportaci do koncentračního tábora ji 25. srpna 1942 přivedl k sebevraždě.

## Dílo
- Index der Kristallformen der Mineralien, Katalog všech známých krystalických forem všech minerálů, 3 svazky, (1886-1891)
- Kristallographische Winkeltabellen (1897)
- Atlas der Krystallformen, 9 svazků desek, Verlag Winters, Heidelberg (1913-1923)